# آفا باربر
آفا باربر (بالإنجليزية: Ava Barber)‏ هي مغنية وكاتبة غنائية أمريكية، ولدت في 28 يونيو 1954 في نوكسفيل في الولايات المتحدة.

## وصلات خارجية
- آفا باربر على موقع IMDb (الإنجليزية)
- آفا باربر على موقع ديسكوغز (الإنجليزية)

- الموقع الرسمي